# Castilo Jumilla
Castilo Jumilla är ett slott i Spanien.   Det ligger i provinsen Murcia och regionen Murcia, i den sydöstra delen av landet, 300 km sydost om huvudstaden Madrid. Castilo Jumilla ligger 626 meter över havet.
Terrängen runt Castilo Jumilla är kuperad åt sydost, men åt nordväst är den platt. Terrängen runt Castilo Jumilla sluttar söderut. Runt Castilo Jumilla är det ganska glesbefolkat, med 23 invånare per kvadratkilometer. Närmaste större samhälle är Jumilla, 0,74 km öster om Castilo Jumilla. Omgivningarna runt Castilo Jumilla är i huvudsak ett öppet busklandskap.